# 六十家小説
六十家小説（ろくじっけしょうせつ）とは、『清平山堂話本（せいへいさんどうわほん）』、『雨窓欹枕集（うそうきちんしゅう）』などの明代嘉靖年間（1522-1566年）に編纂された短編小説集が、戴望舒（たいぼうじょ、中国語版、1905-1950年）の考証によって、元来『六十家小説』の名のもとに刊行されたものの一部であったことが判明したものであり、中国における語りものの内容を伝える現存最古の文字資料と考えられているが、完本は残存せず、目録等全貌を把握するための研究も途上である。

## 清平山堂について

### 『清平山堂話本』
長澤規矩也が内閣文庫で発見した清平山堂残存3本15編を、1928年に中国の学者馬廉（中国語版）が、11編の作品の版心部分に刻されていた「清平山堂」の文字を借り、これに「話本」という言葉を加えて、仮に『清平山堂話本』と題し、1929年北京で影印刊行したが。なお、これら発見された「残本」が「話本」と言えるかどうかという疑義が増田渉や勝山稔から出されている。

### 『雨窓欹枕集』
その後1933年になって、馬廉が郷里の寧波で残書の中に混入していた12編の「残本」を購入したが、後にそれは天一閣に所蔵されていたものであることが判明した。12編のうち8編の版心に「清平山堂」の文字があったので、これらも内閣文庫で発見された15編と同じ書肆から刊行されたものと判断された。これらは小口に『雨窗集上』、『欹枕集下』と墨書されていたため、1934年『雨窗欹枕集』という書名で馬廉の『影印天一閣旧蔵雨窗欹枕集序』を附載し、平妖堂から影印本を刊行した。馬廉はこの序文にこれらの関連を指摘していたが、全体を含む総集的名はないものと考えていた。

### 『翡翠軒』と『梅杏爭春』
阿英（あえい、銭杏邨、せんきょうそん）が上海の伝経堂で清平山堂刊と思しき残本2編『翡翠軒（ひすいけん）』と『梅杏爭春（ばいきょうそうしゅん）』を1936年に発見した。しかし前者は残葉三十数片、後者は残存五葉しかなく、書籍の体を成していない。現在は北京図書館（1998年、中国国家図書館に改称）に収蔵されている。なお中里見敬は、阿英 『記嘉靖本輩翠軒及梅杏撃春』に『梅杏爭春』のテキストが載録されている、と報告している。

## 『六十家小説』
戴望舒は、顧修編纂の『彙刻書目初編』（清嘉慶4年、1799年）中に、『雨窗集十巻』、『長燈集十巻』、『隨航集十巻』、『欹枕集十巻』、『解閒集十巻』、『酔夢集十巻』の名が挙げられているのを発見した。それにより馬廉発見の天一閣本がこれらの一部であり、それぞれ上下分冊で各5編、洪楩の刊行した話本等が合計60編であったことが判明した。しかし所属の分かっている天一閣旧蔵12編を除き、内閣文庫発見の3冊15編や阿英発見の2編が、どのようにこれら6集12冊に配当されるのか、60編の確定と完本の復元が今後の研究課題となっている。
中国では、馬廉の作品の具体名特定の試み、譚正璧や孫楷第の研究を経て胡士瑩の『話本小説概論』へと連なる。
日本においては中里見敬の研究(中里見敬 1993)が知られており、その結論では清平山堂刊本29編の他に17編を特定できるとしている。これを契機として金文京や大塚秀高によって研究が進められている。

## 『熊龍峯四種小説』
長澤規矩也が、『清平山堂話本』などと同じく内閣文庫に一種の話本の系統の書籍4冊の所蔵を「萬暦版俗本四種」として報告している。『馮伯玉風月相思小説』、『孔淑芳雙魚扇墜傳』、『蘇長公章臺柳傳』、『張生彩鸞燈傳』であり、長澤は万暦（1573-1619年）頃の俗書と推定している。
『張生彩鸞燈傳』の首に「熊龍峯（ゆうりゅうほう）刊行」とあるため、1958年の王鍾麟校註本を初めとして『熊龍峯四種小説（ゆうりゅうほうししゅしょうせつ）』という呼称が用いられている。
熊龍峯とは黄冬柏によれば、明完本『楊家将演義』の編著者として知られる熊大木（1506？-1578年）の別号で、忠正堂から刊行するときに称したと推定している。
中里見敬は、晁瑮『宝文堂書目』に著録された『風月相思』と『熊龍峯四種小説』収録の『馮伯玉風月相思小説』とを対比して僅かな文字異同しかないことから、熊龍峯刊行の他の3編も『六十家小説』に基づいて刊刻されたと推定し、『六十家小説』の佚本として復元できると述べている。

## 日本語訳書籍
『六十家小説』の完本は現存しないため、当然だが残存分からの選訳しかなく、平凡社版がある。
- 『中国古典文学全集 第7巻 京本通俗小説-雨窓欹枕集-清平山堂話本-大宋宣和遺事』 平凡社、1958年。入矢義高 訳で、『清平山堂話本』から11編、『雨窓欹枕集』から9編 。
- 『中国古典文学大系 第25巻 宋・元・明通俗小説選』 1970年、復刊1994年。ISBN 978-4582312256 。入矢義高 訳 『清平山堂話本』から11編、『雨窓欹枕集』から9編、今西凱夫[29] 訳 『熊龍峯四種小説』から3編 。

## 注・出典
1. ↑  井上泰山, p. 27.
2. ↑  井上泰山, p. 24.
3. ↑  (『京本通俗小説と清平山堂』) が報告に挙げる15篇は次のとおり。『柳耆卿詩酒翫江樓記』、『簡貼和尚』、『西湖三塔記』、『合同文字記』、『風月瑞仙亭』、『陰隲積善』、『陳巡檢梅嶺失妻記』、『五戒禪師私紅蓮記』、『刎頸鴛鴦會』、『楊温攔路虎傳』、『藍橋記』、『快嘴李翠蓮記』、『洛陽三恠記』（「恠」は「怪」の異体字）、『風月相思』、『張子房慕道記』。
4. ↑  馬廉（ばれん）、1893-1935年、字は隅卿、平妖堂主人とも称する
5. ↑  他の4編は『西湖三塔記』、『風月瑞仙亭』、『洛陽三恠記』。『風月相思』であり、いずれにも「清平山堂」の文字はない。
6. ↑  『京本通俗小説と清平山堂』, p. 254-255,261.
7. ↑  長澤規矩也は、洪楩（中国語版）（詳細不詳） 刊嘉靖版『夷堅志』の版心に「清平山堂」と刻されていることなどから「清平山堂」は洪楩の堂号とみている。(『京本通俗小説と清平山堂』, p. 262)
8. ↑  増田渉「「話本」ということについて : 通説(あるいは定説)への疑問」『人文研究』第16巻第5号、大阪市立大学文学会、1965年、456-467頁、CRID 1390290699897208448、doi:10.24544/ocu.20180417-195、ISSN 0491-3329、NAID 120006005273。
9. ↑  勝山稔「白話小説研究における「話本」の定義について : 中国白話小説研究における一展望(III)」『国際文化研究科論集』第7巻、東北大学大学院国際文化研究科、1999年12月、244-209頁、CRID 1050001202733295488、hdl:10097/34483、ISSN 13410857。
10. ↑  『雨窓欹枕集』に挙げる12編は次のとおり。『花燈轎蓮女成佛記』、『曹伯明錯勘贓記』、『錯認屍』、『董永遇仙傳』、『戒指兒記』、『羊角哀死戰荊軻』、『死生交范張雞黍』、『老馮唐直諫漢文帝』、『漢李廣世號飛將軍』、『夔關姚卞弔諸葛』、『霅川蕭琛貶覇王』、『李元呉江救朱蛇』。
11. ↑  井上泰山, p. 26.
12. ↑  井上泰山, p. 26-27.
13. ↑  (阿部泰記 1985)は『翡翠軒』断片の再配列を試みており、テキストが載録されている。
14. ↑  中里見敬 1993, p. 114.
15. ↑  顧修（こしゅう）、1743-1811年？
16. ↑  『清平山堂話本』1957年 校注本 古典文學出版社
17. ↑  『中國通俗小説書目（外二種）』 2012年 中華書局北京
18. ↑  胡士瑩（こしえい）、1901-1979年
19. ↑  『話本小説概論』 1980年 中華書局
20. ↑  大塚秀高、おおつかひでたか、埼玉大学名誉教授
21. ↑  井上泰山, p. 27-28.
22. ↑  『京本通俗小説と清平山堂』, p. 266-267.
23. ↑  王鍾麟（おうしょうりん）、1901-1958年、字は詠仁・仲廉、号は古魯
24. ↑  王古魯 蒐録校註 『熊龍峯四種小説』 1958年 新華書店上海発行所
25. ↑  九州共立大学経済系準教授（2011年当時）
26. ↑  黄冬柏 『日本内閣文庫所藏《熊龍峯四種小説》考論』中正大學中文學術年刊 2011年第一期（總第十七期） 2011年6月 p.213-228 [リンク切れ]
27. ↑  晁瑮（ちょうりつ）、1507-1560年
28. ↑  中里見敬 1993, p. 107.
29. ↑  今西凱夫（いまにしよしお）、1932-2016年、元日本大学文理学部教授